# Prise de la Grande Mosquée de La Mecque
La prise de la Grande Mosquée est la prise d'otages par des fondamentalistes islamistes et opposants à la famille royale saoudienne, de la mosquée Al-Masjid al-Harâm, à La Mecque (Arabie saoudite), le 20 novembre 1979. Ce coup de force ébranle le monde musulman puisqu'il se déroule dans le lieu le plus saint de l'islam et que, si la plupart des pèlerins ont regagné leur domicile à la suite du hajj (pèlerinage) qui s'est terminé trois semaines plus tôt, 50 000 fidèles sont à l'intérieur de l'enceinte. Sur place, les rebelles, peu soucieux de devoir surveiller les 50 000 otages, en retiennent près de 130. Par la suite, un nombre important de membres des forces de sécurité saoudiennes et d'islamistes sont tués dans la bataille que les forces de l'ordre livrent pour récupérer le contrôle du site.

## Événements

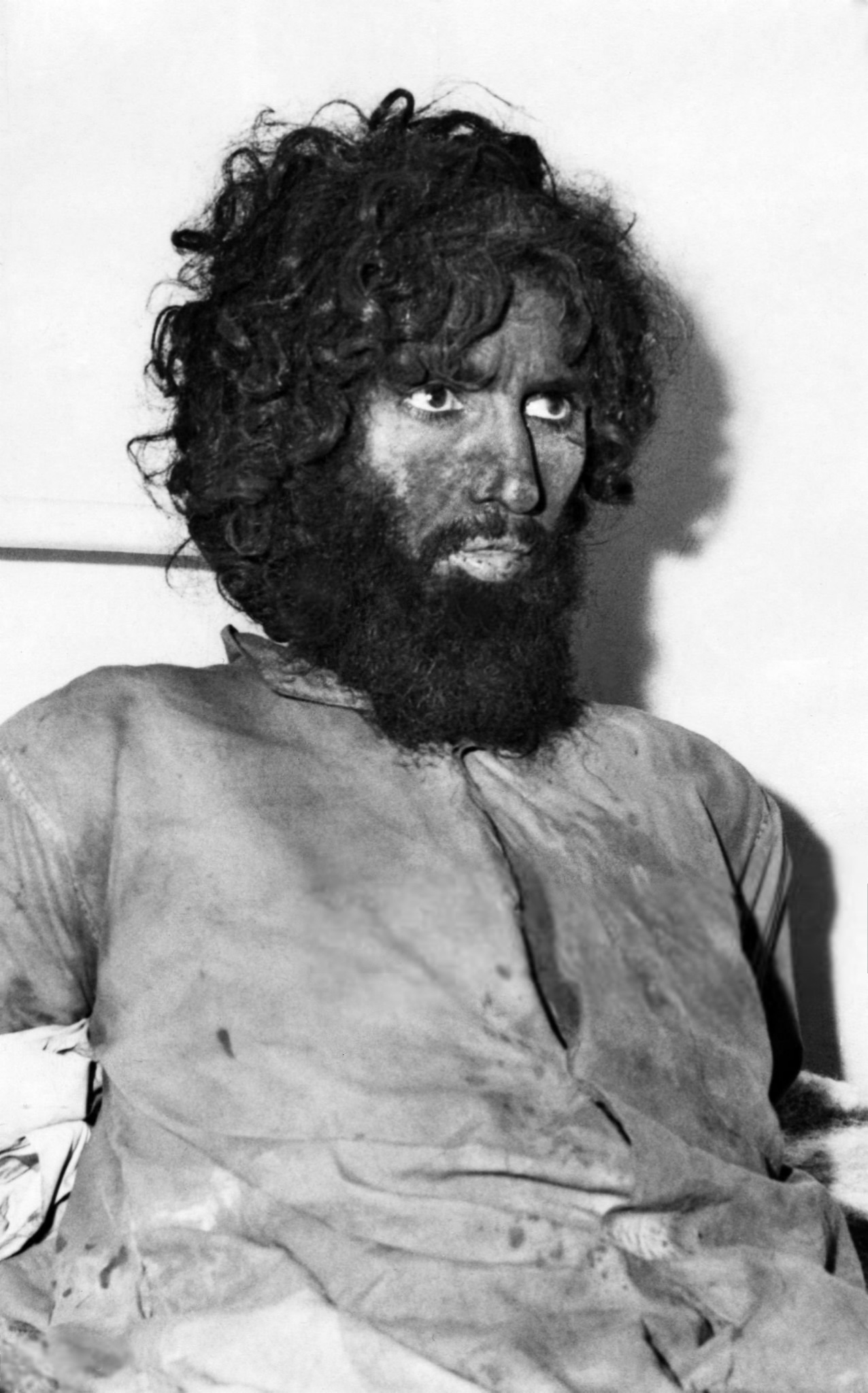
Juhayman ibn Muhammad ibn Sayf al-Otaibi.

Le 20 novembre 1979, premier jour de l'an 1400 (1 Mouharram) du calendrier musulman, un groupe d'environ 200 fondamentalistes islamistes, composé de Saoudiens et d'Égyptiens étudiants à l'université islamique de Médine (wahhabites qui ont suivi les cours du grand mufti Abd al-Aziz ibn Baz), lourdement armés, prend par la force le contrôle de la mosquée Al-Masjid al-Harâm à La Mecque. À la tête de cette prise d'otages, qui implique aussi bien des hommes que des femmes, se trouve Juhayman ibn Muhammad ibn Saif al-Otaibi, caporal retraité de la Garde nationale saoudienne (en), qui appartient à une puissante famille sunnite du Najd.
Il souhaite en premier lieu la reconnaissance de son beau-frère, Mohammed Ben Abdallah Al Qahtani, présent avec eux, comme étant le Mahdi, censé apporter la justice sur terre. Il motive son action par le fait que la dynastie des Saoud a perdu sa légitimité, car elle est corrompue, vit dans le luxe et a détruit la culture saoudienne par sa politique d'ouverture à l'Occident.
Malgré la planification minutieuse de Juhayman, les choses ne débutent pas de la meilleure des manières pour les opposants, lorsqu'un garde est abattu par un dissident trop nerveux, ce qui constitue un sacrilège vis-à-vis de la loi islamique, les effusions de sang étant interdites dans la ville sainte de La Mecque.
Cette attaque laisse dans un premier temps le gouvernement saoudien complètement paralysé. En effet, avant d'entreprendre quoi que ce soit dans le lieu sacré, le gouvernement doit demander l'autorisation d'agir aux autorités religieuses, pour que les oulémas accordent une dispense permettant le port d'armes dans la Grande Mosquée. « Le roi Khaled réunit, trois jours durant, 36 grands oulémas, pour obtenir d'eux, le 24 novembre, la caution d'une fatwa avant l'usage de la force dans ce lieu sacré ». La Garde nationale saoudienne (GNS) qui se lance alors à l'assaut se révèle inefficace pour débloquer la situation, et cent vingt-sept de ses hommes sont tués dans des tentatives visant à récupérer le contrôle de la mosquée.
Après ces échecs des forces saoudiennes, les terroristes se réfugient dans les immenses souterrains qui se trouvent sous l'enceinte sacrée, où ils continuent de séquestrer des milliers de pèlerins. Le roi Khaled ben Abdelaziz Al Saoud demande alors le renfort de forces de sécurité étrangères française et pakistanaise. Le ministre de l'Intérieur saoudien Nayef Ben Abdul Aziz et le directeur de l'Agence saoudienne de renseignements Turki ben Fayçal Al Saoud font appel à leur ami Alexandre de Marenches, directeur du SDECE, qui transmet la demande au président de la République française d'alors, à savoir Valéry Giscard d'Estaing. Ce dernier convoque le général Navereau, chef de la mission militaire française en Arabie saoudite, qui devient le pivot de l'action française menée par le GIGN de Christian Prouteau. Un groupe de trois gendarmes (les deux sous-officiers Christian Lambert, spécialiste des explosifs, et Ignace Wodecki, commandés par le capitaine Paul Barril) et assisté d'une équipe du SDECE dirigée par le colonel Genest Gillier, s'envole vers l'Arabie en Falcon 20, et débarque le 23 novembre. Aujourd'hui, bien qu'on ignore encore le rôle exact des forces de sécurité française et saoudienne dans le dénouement de la crise, le commandant Christian Prouteau, créateur du GIGN, a donné quelques détails sur le rôle de conseil des forces françaises, dans une interview publiée en 2015. Le soutien apporté aurait été essentiellement humain, par trois experts du GIGN dépêchés sur les lieux pour aider les forces saoudiennes à mettre au point une intervention dans les sous-sols de la Grande Mosquée à l'aide de gaz incapacitant.
L'interdiction d'entrer dans la Grande Mosquée autour de la Kaaba pour les non-musulmans, et le fait que les Saoudiens, soucieux de leur légitimité dans le monde musulman, ne mentionnent pas les Français dans les rapports officiels, contribuent à laisser encore place aux doutes quant au rôle de chacun. Pour éviter l'intervention de non-musulmans dans le périmètre sacré, les gendarmes du GIGN auraient dû se soumettre à une rapide cérémonie de conversion à l'islam selon le capitaine Paul Barril. Le sous-officier Christian Lambert dément cette fanfaronnade de Barril, qui voulait à l'époque mieux sculpter son personnage en clair-obscur. En effet, d'après Christian Prouteau, les gendarmes français ne sont pas physiquement entrés dans la mosquée (n'ayant pas besoin ainsi de conversion), mais ont utilisé des moyens d'interventions à distance : des gaz incapacitants CB (du chlorobenzylidène malononitrile) ont été injectés dans leur version liquide jusque dans les souterrains grâce à des trous perforés dans les dalles de béton, et ont été dispersés dans leur version gazeuse par les forces d'assaut (munies de masques à gaz) au fur et à mesure de leur avancée.
L'ampleur de l'attaque paralysait partiellement le commandement saoudien composé de princes de haut-rang et de responsables militaires. On peut également noter la présence d'attachés militaires pakistanais dans le commandement mais cela ne suffit pas. Le gouvernement saoudien par la personne du roi saoudien Khaled ben Abdelaziz Al Saoud fait appel au gouvernement pakistanais dirigé à ce moment-là par Muhammad Zia-ul-Haq qui envoie un commando composé de 50 soldats d'élite d'un commando du Special Service Group (SSG) pour assurer la formation des hommes de la garde nationale saoudienne en coordination avec les Français, la reprise du lieu saint et par la suite, la protection de la mosquée. Contrairement aux gendarmes du GIGN, les membres du SSG dépêchés sur place ont pu intervenir directement au sein du lieu saint pour déloger les terroristes avec l'aide tactique du GIGN et de la garde nationale saoudienne. Une suggestion faite par le brigadier Tariq Mehmood, le commandant du SSG pakistanais, était d'inonder dans un premier temps la mosquée puis de laisser tomber un câble électrique à haute tension pour électrocuter toutes les personnes présentes. Cette proposition a néanmoins été jugée inacceptable par les autorités saoudiennes. La tactique finale aura été d'utiliser des chars pour enfoncer les portes de la mosquée et les commandos pakistanais ont alors eu recours à l'aspersion de la mosquée avec des gaz non mortels avec l'aide du GIGN afin de maîtriser les occupants, et de larguer des grenades dans les chambres à travers des trous percés dans la cour de la mosquée. Les commandos pakistanais ont pris d'assaut la mosquée et ont utilisé le moins de force possible pour éviter d'endommager la mosquée. Ils tuèrent la plupart des insurgés et réussirent à forcer la reddition des survivants.
Au soir du 4 décembre, deux semaines après le début du siège, les forces saoudiennes, aidées des Français et des Pakistanais, achèvent de reprendre le contrôle du lieu saint, après une bataille qui a fait, selon le bilan officiel, 244 morts (117 terroristes, 127 membres des forces de sécurité), dont Mohammed Bin Abdallah Al Qahtani, et 600 blessés. Les récits de l'assaut divergent considérablement, y compris entre les différents rapports officiels. La suggestion d'inonder les sous-sols de la Grande Mosquée a été rejetée.
Juhayman al-Otaibi et 62 autres prisonniers sont décapités le 9 janvier 1980 (39 Saoudiens, 10 Égyptiens, 6 Yéménites, quelques Koweïtiens, Irakiens et Soudanais) dans différentes villes d'Arabie saoudite. Plusieurs autres prisonniers sont exécutés secrètement au cours des mois suivants. Un prisonnier afro-américain est renvoyé aux États-Unis.
On apprendra plus tard qu'al-Otaibi était un membre de la Garde nationale saoudienne (GNS) et que certains gardes se sont ralliés aux rebelles. Ce fait était particulièrement choquant pour la famille royale saoudienne, car les officiers de la GNS, contrairement à ceux de l'Armée saoudienne régulière, forment une garde d'élite composée de membres des classes supérieures de la société saoudienne. La GNS avait été créée à l'origine comme « l'armée personnelle » du prince, avec pour but de le protéger d'un éventuel coup d'État fomenté par les généraux de l'armée. Pour s'assurer de leur loyauté, les membres de la GNS sont principalement recrutés dans les tribus qui se sont toujours montrées fidèles à la famille royale.

## Implication de la famille ben Laden
La famille ben Laden et ses entreprises ont été mises en cause dans cette opération. Le docteur Daly, un professeur au Middle East Institute de Washington ayant publié dans la revue sur le monde du renseignement Jane's, écrit : « Il a été dit qu'un des demi-frères d'Oussama fut arrêté en tant que sympathisant à la prise mais il fut blanchi par la suite ».
Selon le Cooperative Research :

« Dans les années 1960, le frère d'Oussama ben Laden, Mahrous ben Laden rejoint un groupe rebelle opposé au gouvernement saoudien. C'est avec son aide, en 1979, que les rebelles introduisirent des armes à La Mecque, utilisant des camions appartenant à la famille ben Laden. Cinq cents rebelles prirent alors la Grande Mosquée à la Mecque [sic], le lieu le plus saint de l'Islam dans sa ville la plus sainte. Ils essayèrent, mais échouèrent, de renverser la famille royale saoudienne. Tous les hommes impliqués furent décapités par la suite, sauf Mahrous. Il est même libéré de prison en raison des liens étroits unissant les ben Laden et la famille royale des Saoud. Mahrous abandonna apparemment la cause rebelle et rejoignit les affaires familiales. Il fut nommé à la tête de la branche de Médine et membre du bureau de direction. Il remplissait toujours ces fonctions lors du 11 septembre. Mais un journal rapporte que « son passé n'a pas été pardonné et les plus importantes décisions, au sein de la famille ben Laden, sont prises sans consulter Mahrous,,,. »

Une autre explication donnée sur l'implication de Mahrous était qu'il était alors un agent double.
Dans Ghost Wars, Steve Coll mentionne que les armes ayant été transportées dans la Mosquée avant l'attaque ont probablement été introduites par les camions de l'entreprise Ben Laden qui, en 1973, avait remporté un contrat pour rénover et moderniser la Mosquée. Les Ben Laden aidèrent le régime pendant la prise, en fournissant aux forces de sécurité saoudiennes les plans du site.

## Conséquences
En Iran, l'ayatollah Khomeini affirme lors d'une émission radiodiffusée que les États-Unis sont à l'origine de la prise d'otages. Cette rumeur se propage très rapidement dans la région du golfe Arabo-Persique. À Islamabad (Pakistan), le 21 novembre 1979, le lendemain de l'attaque, une foule en colère prend d'assaut l'ambassade américaine. Elle brûle complètement. Une semaine plus tard, la même chose se déroule dans les rues de Tripoli (Libye), où l'ambassade américaine brûle le 2 décembre 1979. D'autres attaques ont lieu en Turquie, au Bangladesh et au Koweït.
Les rebelles survivants sont arrêtés et le gouvernement saoudien du roi Khaled les fait exécuter sans jugement. Soixante-trois rebelles sont décapités sur les places publiques de quatre villes saoudiennes, et leurs exécutions sont retransmises en direct par la télévision saoudienne. La rébellion est ainsi réprimée par le régime saoudien, mais elle permettra aux autorités religieuses de renforcer leur pouvoir.
Par ailleurs, le rôle de la Force spéciale d'urgence (crée en 1972) est renforcé en réponse à l'inefficacité de la Garde nationale pendant cette opération.
L'Arabie saoudite, en remerciement de l'intervention de la France, augmente ses commandes militaires en 1980 et octroie à l'État français un prêt de 25 milliards de dollars en 1983 (nom de code de l'opération, « Joséphine », qui permet à la France très endettée par ce prêt monétaire privé, de ne pas « apparaître comme emprunteur au regard de la réglementation contraignante du Fonds monétaire international »). La révélation de ces contreparties par la presse embarrasse les autorités françaises et saoudiennes, ces dernières refusant de divulguer le rôle français lors de la prise de la Mecque.
Enfin, l'Arabie Saoudite apprécie l'aide du Pakistan, qui renforce leurs relations diplomatiques déjà très fortes. Le Royaume décide d'augmenter les investissements au Pakistan et un accord de coopération militaire est créé entre les deux pays. Aujourd'hui encore, certains membres du SSG veillent à la sécurité de la famille royale saoudienne.

## Médiagraphie

### Documentaire télévisé
- Dirk van den Berg (en), Le siège de La Mecque, Arte, 2016
- (en) ARTE, « Le siège de La Mecque », sur ARTE Boutique - Films et séries en VOD, DVD, location VOD, documentaires, spectacles, Blu-ray, livres et BD (consulté le 7 avril 2019)
- Institut National de l’Audiovisuel- Ina.fr, « Le siège de la Mecque », sur Ina.fr (consulté le 7 avril 2019)
- (en) « THE SIEGE OF MECCA | 2018 DOCUMENTARY », sur mecca1979.com (consulté le 7 avril 2019).